# Liste der Reit-, Fahr- und Voltigiermeister
Der Titel Reitmeister wird auf Vorschlag der Deutschen Reiterlichen Vereinigung (FN) oder einer ihrer Mitgliedsverbände für „herausragende Leistungen im Sattel, langjährige herausragende Ergebnisse als Ausbilder von Spitzenreitern und -pferden sowie nachahmenswertes Engagement für den Reitsport“ von der FN in Warendorf verliehen. 
Zwischen 1964 und 1989 wurde der Titel sechs Mal vergeben, indem eine Prüfung zum Reitmeister oder Fahrmeister abgelegt wurde.

## Reitmeister

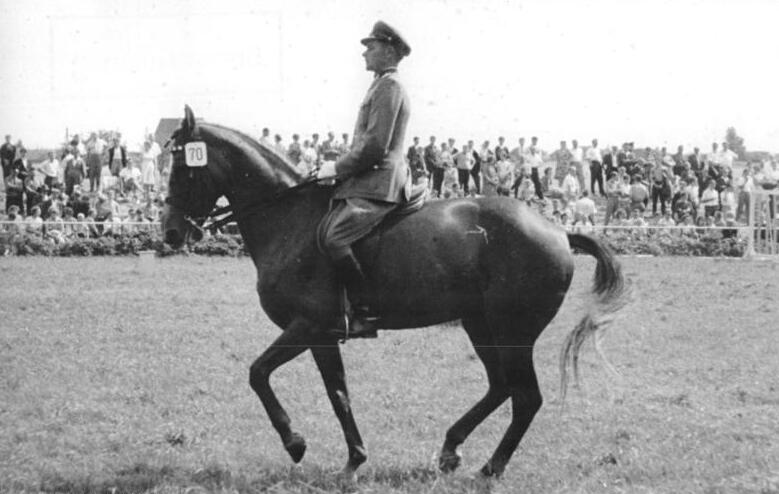
Wolfgang Müller mit der Fuchsstute Helga bei der Dressurmeisterschaft der DDR 1963

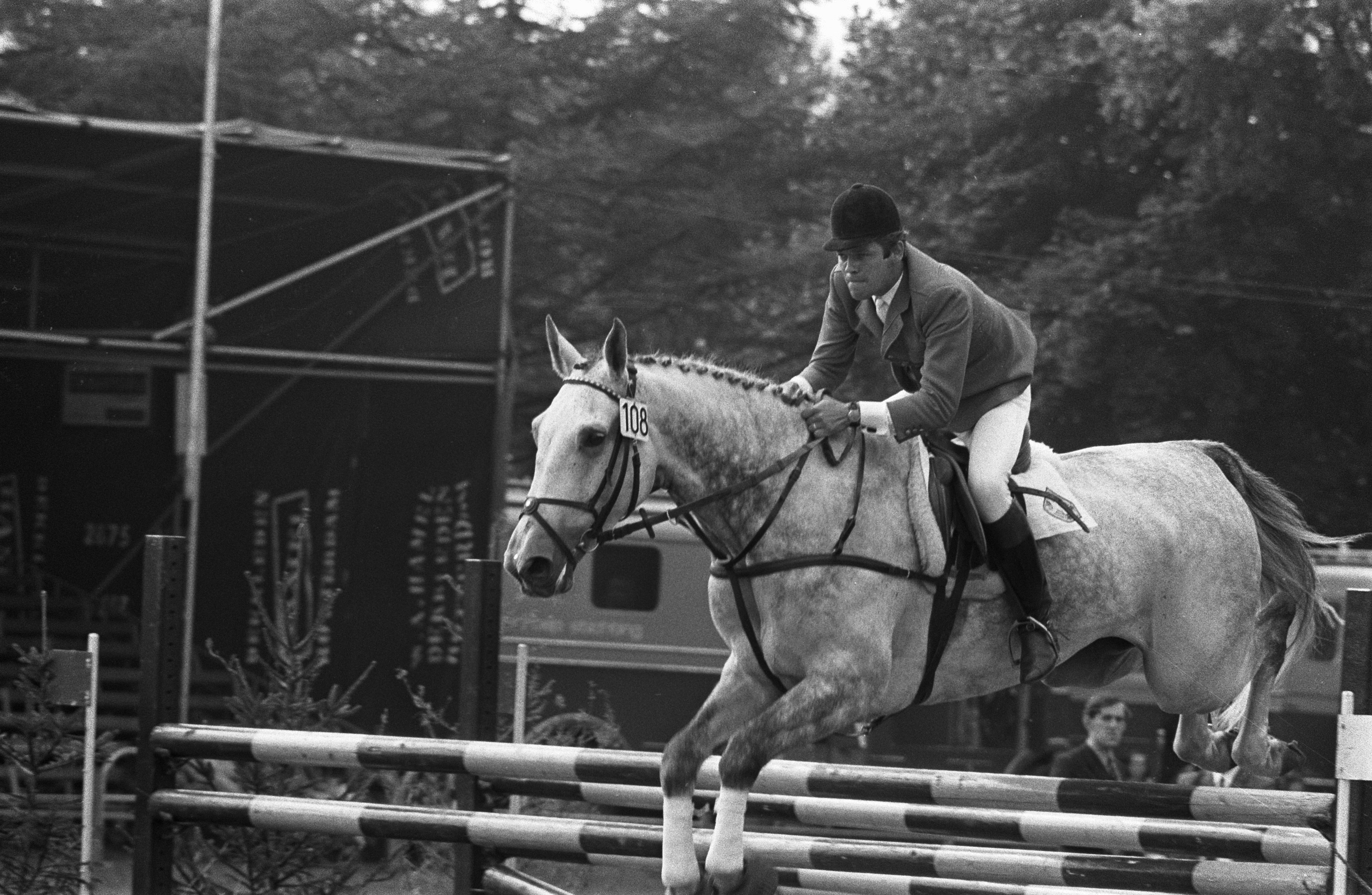
Fritz Ligges beim Nationenpreis der Springreiter von Rotterdam 1971

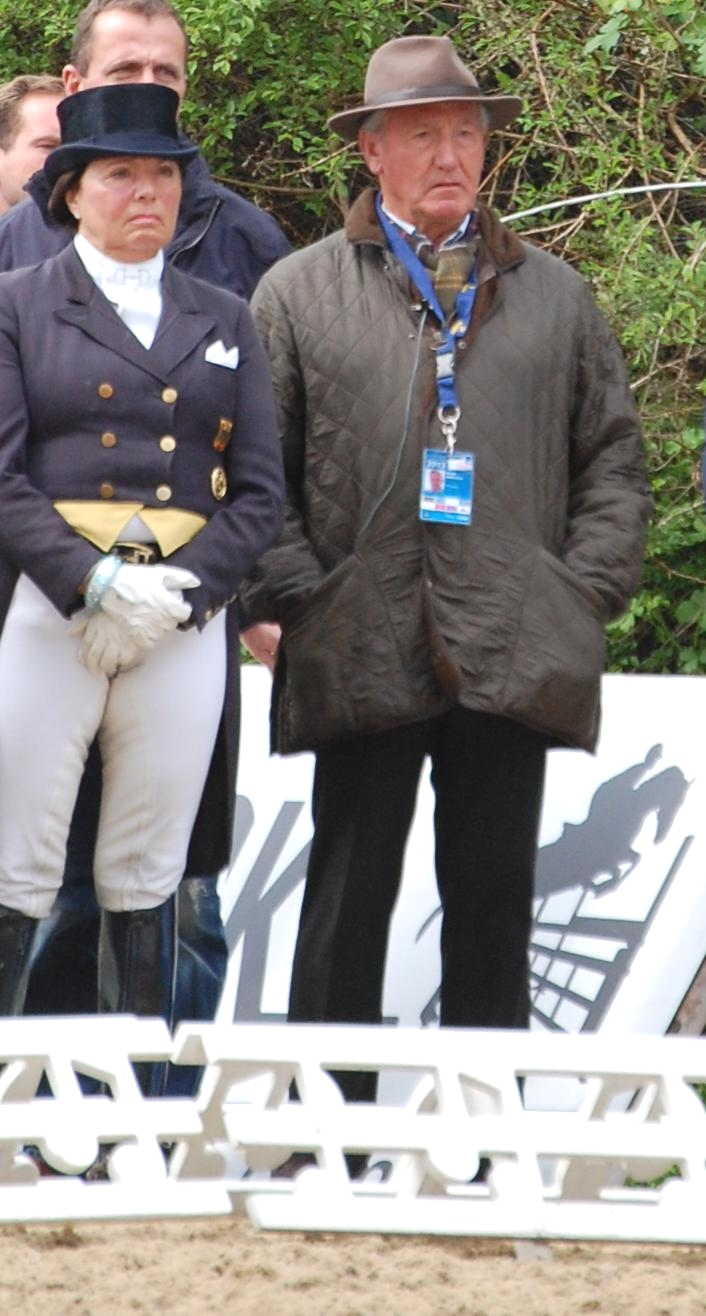
Klaus Balkenhol beim Deutschen Dressur-Derby 2013

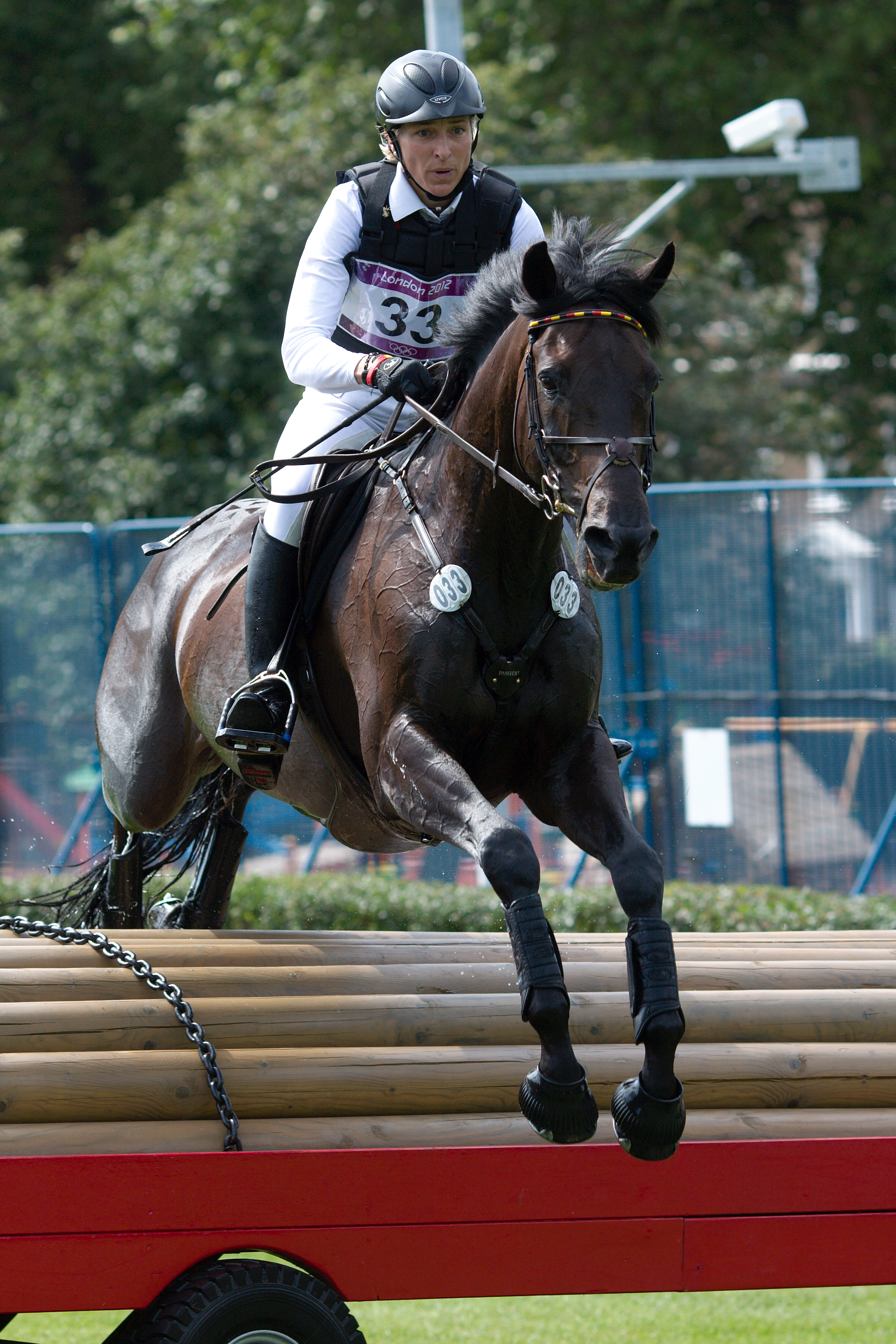
Ingrid Klimke auf Abraxxas bei den Olympischen Sommerspielen 2012

| Name                       | Verleihung    |
| -------------------------- | ------------- |
| Klaus Balkenhol            | 19. Nov. 2011 |
| Harry Boldt                | 12. März 1989 |
| Achaz von Buchwaldt        | 20. Mai 2012  |
| Claus Erhorn               | 15. Juni 2023 |
| Karl-Heinz Giebmanns       | 5. Dez. 1996  |
| Georg Otto Heyser          | 15. Feb. 2009 |
| Johann Hinnemann           | 5. Dez. 1996  |
| Karsten Huck               | 19. Feb. 2006 |
| Michael Jung               | 16. Nov. 2016 |
| Horst Karsten              | 12. März 1989 |
| Dolf-Dietram Keller        | Jan. 1999     |
| Ingrid Klimke              | 15. Jan. 2012 |
| Horst Köhler               | 12. Nov. 2000 |
| Dagmar Krech               | 15. März 1992 |
| Herbert Kuckluck           | 7. Juni 1990  |
| Heinz Lammers              | 1. Mai 1989   |
| Udo Lange                  | 5. Dez. 1996  |
| Fritz Ligges               | Jan. 1990     |
| Hans Melzer                | 15. Juni 2017 |
| Lutz Merkel                | 12. März 1989 |
| Herbert Meyer              | 12. März 1989 |
| Wolfgang Müller            | Jan. 1999     |
| Egon von Neindorff         | 3. Dez. 1994  |
| Siegfried Peilicke         | 12. Okt. 2002 |
| Martin Plewa               | 15. Nov. 2006 |
| Herbert Rehbein            | 24. Nov. 1994 |
| Hubertus Schmidt           | 26. Sep. 2004 |
| Robert Schmidtke           | 6. Dez. 1986  |
| Dorothee Schneider         | 16. Juni 2019 |
| Uwe Schulten-Baumer senior | 28. Aug. 2005 |
| Willi Schultheis           | 25. Feb. 1975 |
| George Theodorescu         | 28. Aug. 2005 |
| Fritz Tempelmann           | 7. Dez. 1984  |
| Jochen Vetters             | 26. Jan. 2019 |
| Wolfram Wittig             | 16. Dez. 2018 |

durch Prüfung:
| Name               | Prüfung       |
| ------------------ | ------------- |
| Jean Bemelmans     | 8. Dez. 1989  |
| Günther Festerling | 30. Apr. 1964 |
| Theo Hansen        | 30. Apr. 1964 |
| Karl-Heinz Streng  | 8. Dez. 1989  |

## Fahrmeister
| Name           | Verleihung    |
| -------------- | ------------- |
| Bernhard Duen  | 28. Sep. 1994 |
| Michael Freund | 16. Sep. 2004 |
| Ewald Meier    | 30. Jan. 1998 |

durch Prüfung:
| Name        | Prüfung       |
| ----------- | ------------- |
| Dieter Groß | 18. Okt. 1983 |
| Rolf Müller | 18. Okt. 1983 |

## Voltigiermeister
| Name                | Verleihung    |
| ------------------- | ------------- |
| Alexander Hartl     | 15. Aug. 2009 |
| Hanne Strübel       | 22. Mai 2011  |
| Helma Schwarzmann   | 23. Okt. 2009 |
| Kai Vorberg         | 10. Juli 2016 |
| Agnes Werhahn       | 21. Juli 2009 |
| Jessica Lichtenberg | 29. Aug. 2017 |